# Avenida Primero de Mayo (estación)
La estación intermedia Avenida Primero de Mayo forma parte del sistema de transporte masivo de Bogotá, TransMilenio, inaugurado en el año 2000.

## Ubicación
Está ubicada en el suroriente de la ciudad, sobre la Avenida Fernando Mazuera entre la calle 17 Sur y la Avenida Primero de Mayo. Se accede a ella mediante cruces semaforizados ubicados sobre estas dos vías.
Atiende la demanda de los barrios Ciudad Jardín Sur, Sosiego, 20 de Julio, Velódromo, y sus alrededores.
En sus cercanías están el Distrito Militar 2 (Batallón de Mantenimiento), el Parque Sociego, el Instituto Educativo Distrital Rafael Núñez, el Hospital E.S.E San Cristóbal, el Hospital Universitario Clínica San Rafael y el Colegio Nuestra Señora de la Sabiduría.

## Origen del nombre
La estación recibe su nombre de la Avenida Primero de Mayo, importante eje vial del sur de Bogotá que pasa por el costado sur de la estación.

## Historia
Esta estación hace parte de la Fase III de TransMilenio que empezó a construirse a finales de 2009 y, después de varias demoras relacionadas con casos de corrupción, fue entregada a mediados de 2012.
El 6 de agosto de 2018 se puso en operación una plataforma para la integración de buses complementarios y especiales, junto a un edificio de oficinas de TransMilenio. La plataforma está conectada con la estación troncal mediante un túnel. Posterior a la entrada en operación de la troncal Carrera 10 se inició la compra de predios para la construcción de la plataforma, la cual se vio retrasada por inconvenientes con la compra de una casa. A finales de 2014 se adjudicó la construcción. Un año más tarde iniciaron las obras, las cuales incluían la intervención del espacio público. Cuenta con 6 espacios para buses padrones, un acceso peatonal sobre la Carrera Décima y un cicloparqueadero con capacidad para 93 bicicletas.
Durante el Paro nacional de 2021, la estación sufrió diversos ataques que afectaron de forma considerable las puertas de vidrio y demás infraestructura de la estación, razón por la cual se encontró inoperativa.

## Servicios de la estación

### Servicios troncales
| Tipo                                | Rutas al Occidente | Rutas al Norte | Rutas al Sur |
| ----------------------------------- | ------------------ | -------------- | ------------ |
| Ruta fácil                          |                    | 2              | 2            |
| Expresos todos los días todo el día |                    | B18 C25 M83    | H83 L18 L25  |
| Expresos lunes a sábado todo el día | K10                |                | L10          |

### Servicios duales
| Tipo                            | Rutas al Norte | Rutas al Sur |
| ------------------------------- | -------------- | ------------ |
| Dual todos los días todo el día | D81 M82        | L81 L82      |

### Esquema
| Sur →                    |                          |                          |          |          |          |               |                 |
| Llegada alimentadores    | 13.2 13.5                | 13.4 15.4                | L822 T27 | L822 T27 | L822 T27 | K328 15.3C149 |                 |
|                          |                          |                          |          |          |          |               |                 |
| Plataforma alimentadores | Plataforma alimentadores | Plataforma alimentadores |          | Túnel    |          |               |                 |
|                          |                          |                          |          | Túnel    |          |               |                 |
| ← Norte                  | ← Norte                  | ← Norte                  | ← Norte  | Túnel    | ← Norte  | ← Norte       | ← Norte         |
| Calle 17 Sur             | 2C25                     | B18K10M83                |          | Túnel    |          | D81M82        | Av. 1.º de Mayo |
|                          | Vagón 3                  | Vagón 2                  |          |          |          | Vagón 1       |                 |
|                          |                          |                          |          |          |          | Vagón 1       |                 |
| Calle 17 Sur             | L18L25                   | L10H83L81                |          |          |          | 2L82          | Av. 1.º de Mayo |
| Sur →                    |                          |                          |          |          |          |               |                 |

### Servicios urbanos
Así mismo funcionan las siguientes rutas urbanas:
- C149 que se dirige hacia el barrio Bilbao
- K328 que se dirige hacia el barrio Puerta de Teja
- L822 circular al barrio Sidel
- T27 circular al barrio Bello Horizonte

### Servicios complementarios
Así mismo funcionan las siguientes rutas complementarias:
- 13.2 circular al barrio Providencia Alta.
- 13.4 circular al barrio Diana Turbay.
- 13.5 circular al barrio Palermo Sur.
- 15.3 circular al barrio Horacio Orjuela.
- 15.4 circular al barrio Ramajal.

### Servicios urbanos
Así mismo funcionan las siguientes rutas urbanas del SITP en los costados externos a la estación, circulando por los carriles de tráfico mixto sobre la Carrera Décima, con posibilidad de trasbordo usando la tarjeta TuLlave:
| Código | Sector              | Dirección               | Rutas                                                                      |
| ------ | ------------------- | ----------------------- | -------------------------------------------------------------------------- |
| 451A12 | L Br. Ciudad Jardín | AK 10 - Av. 1.º de Mayo | 13-2 13-4 13-5H131H600H618H636H702H706H716H725H907K328L809L815 624 T12 T25 |

## Ubicación geográfica
| Noroeste: Antonio Nariño | Norte: L Ciudad Jardín - Universidad Antonio Nariño | Nordeste: San Cristóbal |
| Oeste: H Restrepo        |                                                     | Este: San Cristóbal     |
| Suroeste: Antonio Nariño | Sur: L Country Sur                                  | Sureste: San Cristóbal  |